# Fauste de Milève
Fauste de Milève est un évêque manichéen du ive siècle. Orateur réputé en son temps, il est à présent connu pour sa rencontre avec Augustin d’Hippone, à Carthage vers 383. 
Né à Milev en Numidie, il provient d’une famille pauvre et païenne. Les détails de son existence sont laissés de côté par Augustin qui note seulement qu’il est considéré lors de leur rencontre comme l’un des plus importants précheur et polémiste du manichéisme. Adhérant lui-même au mouvement, Augustin ne manque pas d’être impressionné par ses capacités rhétoriques et sa discipline mais il constate rapidement que Fauste est plus habile à éviter ses questions qu’à y fournir une véritable réponse. Sa force de conviction est plus grande quand c'est lui qui mène la conversation, et il refuse de la poursuivre si elle devait le contraindre à professer une position indéfendable. Augustin  conclut dans ses Confessions après avoir passé neuf ans dans leurs rangs que les théories manichéennes sont infondées et que la réponse à ses questions repose ailleurs.
Après sa conversion au christianisme, Augustin consacre un ouvrage entier, Contra Faustum, à démonter les arguments d’un ouvrage de Fauste contre l’Ancien Testament. Le Contra Faustum d'Augustin fut largement copié dans l'Occident latin, particulièrement pendant des périodes de mouvements hérétiques.